# Evert Jan Baerends
Evert Jan Baerends (17 de setembre de 1945) és un químic teòric holandès. És professor emèrit de la Vrije Universiteit Amsterdam. Baerends és conegut pel seu desenvolupament i aplicació de càlculs d'estructures electròniques, que amb el pas del temps van portar al desenvolupament de l'Amsterdam Density Functional. Va treballar àmpliament en la teoria funcional de la densitat.

## Trajectòria
Baerends va néixer el 17 de setembre de 1945 a Voorst. Va obtenir el seu doctorat a la Vrije Universiteit Amsterdam amb el professor Pieter Ros. Va esdevenir professor de química teòrica a la Vrije Universiteit Amsterdam. Va fer una àmplia investigació sobre la teoria funcional de la densitat i va participar en el desenvolupament i l'aplicació de càlculs d'estructures electròniques, que més tard van portar al desenvolupament de l'Amsterdam Density Functional.
Baerends es va convertir en membre de la Reial Acadèmia d'Arts i Ciències dels Països Baixos el 2004. El 2010 va rebre la medalla Schrödinger de l'Associació Mundial de Químics Teòrics i Computacionals, destacant-se "per les seves contribucions pioneres al desenvolupament de mètodes funcionals de densitat computacional i les seves contribucions fonamentals a la teoria funcional de la densitat i la teoria de la matriu de densitat". Baerends és membre de l'Acadèmia Internacional de Ciència Molecular Quàntica.
Després de la seva jubilació als Països Baixos, Baerends va donar classes a la Universitat de Ciència i Tecnologia de Pohang a Corea del Sud. L'any 2019 va rebre el títol de doctor honoris causa per la Universitat de Girona.